# Японский ремнезуб
Японский ремнезуб (лат. Mesoplodon ginkgodens) — вид китообразных из семейства клюворыловых. Достигает в длину 5 м и массы 1,5 т. Японский ремнезуб известен по единичным находкам из Японии и с берегов Калифорнии. Вид описан в 1958 году японскими зоологами по киту, выброшенному на отмель острова Хонсю в заливе Сагами близ местечка Оисо. Контур уплощенного зуба этого кита напоминает форму листа дерева гинкго, отсюда пошло видовое название.

## Описание

Сравнение размера с размером человека

Японский ремнезуб более крепкий, чем большинство представителей рода, но в остальном выглядят довольно типично. На половине челюсти имеется резкий изгиб вверх, где находится зуб в форме листа гинкго. В отличие от других видов, таких как тупорылый ремнезуб и новозеландский ремнезуб, зубы не заходят на рострум. Сам клюв имеет умеренную длину. Окраска в целом темно-серая у самцов со светлыми пятнами на передней половине клюва и вокруг головы, а также небольшими белыми пятнами на нижней части хвоста, но их расположение может быть разным. Самки более светло-серые и имеют контрастную штриховку. Представители обоих полов достигают 4,9 м в длину. При рождении их длина составляет около 2,4 м.

## Поведение
В отличие от всех других известных представителей клюворыловых, нет никаких доказательств того, что самцы вступают в бой, хотя это может быть связано с ограниченным размером выборки. Этот вид, вероятно, питается в основном кальмарами. Другая информация неизвестна.